# Марія-Амелія Тереза Бурбонська
Марія-Амелія-Тереза де Бурбон (фр. Marie Amélie Thérèse de Bourbon; 26 квітня 1782, Казерта, Італія — 24 березня 1866, Клермонт-хаус, Англія) — принцеса Неаполя і Сицилії, герцогиня Орлеанська. Дружина Луї-Філіпа I, королева Франції в 1830—1848 роках.

## Біографія
Дочка короля Неаполя і Сицилії Фердинанда IV і Марії-Кароліни Австрійської.
Коли Марія-Амелія народилася, сестра її матері, Марія-Антуанетта, була королевою Франції.
Італійська принцеса отримала виховання в католицькій традиції. Ще дитиною була заручена з сином Марії-Антуанетти — Луї-Жозефом, який мав стати наступним королем Франції, але помер в 1789 році від туберкульозу.
У 18 років була змушена покинути рідний дім в результаті подій в Італії.
25 листопада 1809 в Палермо вона вийшла заміж за герцога Шартрського Луї-Філіпа Орлеанського (1773—1850), старшого сина страченого Філіпа Егаліте і Марії-Аделаїди де Бурбон, дочки герцога Пентьєвр та правнучки короля Людовика XIV по лінії Бастардо.
У 1830 році внаслідок так званої Липневої революції Луї-Філіп став королем Франції, а його дружина Марія-Амелія — королевою. Марія-Амелія не грала активної ролі в політиці, свідомо від неї усунувшись.
Після подій революції 1848 року королівська сім'я переїхала до Англії. Через два роки помер Луї-Філіп I. Після смерті чоловіка Марія-Амелія жила в Англії.